# ETR 1000
L'ETR.1000,, Frecciarossa 1000 ou Zefiro V300, est une famille de trains à grande vitesse conçue par AnsaldoBreda (maintenant Hitachi Rail Italy) et Bombardier Transport (maintenant Alstom) pour Trenitalia. Cette architecture a pour but de permettre la circulation du train jusqu'à 400 km/h, suivant la tendance actuelle et la demande des transporteurs ferroviaires.

## Histoire
En juin 2009, Trenitalia, opérateur ferroviaire historique italien des Ferrovie dello Stato Italiane (FS), lance un appel d'offres pour la fourniture de 50 rames à grande vitesse (> 360 km/h) de nouvelle conception pour assurer le transport ferroviaire voyageurs en Italie et sur les réseaux des pays limitrophes dans les années 2015-2030.
Kawasaki et Siemens décident de ne pas répondre à cet appel d'offres, faute de solutions répondant au cahier des charges. Les deux constructeurs ayant répondu sont :
- le groupement italo-canadien composé d'AnsaldoBreda (mandataire) et Bombardier,
- le français Alstom.

Après analyse des offres selon les critères pré-établis fixés à l'appel d'offres : 70 points pour la partie technique et 30 points pour la partie financière (prix d'achat et coût de la maintenance) il en est ressorti :
- offre AnsaldoBreda : 56,533 points pour la partie technique et 28,88 points pour la partie financière,
- offre Alstom : 50,795 pour la partie technique et 28,61 points pour la partie financière.

L'offre du groupement AnsaldoBreda-Bombardier était techniquement nettement supérieure à celle d'Alstom et, de plus, était la plus économique avec un prix d'achat de 30,8 M d'€uros par rame contre 35 M € chez Alstom.
Le contrat initial portait sur un montant de 1,2 milliard d'euros. Les rames devant être livrées à partir de 2013 (prototype) et les premières, mises en service à l'été 2015. Ces rames, d'une longueur totale de 202 m, sont composées de 8 voitures.
Le 2 août 2010, Trenitalia désigne AnsaldoBreda, mandataire du groupement, vainqueur de l'appel d'offres et passe la commande ferme des 50 rames prévues à l'appel d'offres.
Face aux résultats de l'appel d'offres, Alstom intenta un premier recours qui fut jugé infondé par le Tribunal de Rome en date du 30 septembre 2010. Le 9 décembre 2010, le Tribunal Administratif (TAR) du Latium (it) rejette le second recours présenté par Alstom et lui inflige des pénalités pour entrave à la bonne exécution d'un marché public sans cause avérée ni motif valable. Alstom a ensuite déposé un dernier recours au Conseil d'État italien qui a également été rejeté et Alstom a été condamné pour obstruction injustifiée.
Le 25 avril 2015, le voyage inaugural de la première rame baptisée Pietro Mennea en hommage au grand athlète italien décédé le 21 mars 2013, champion olympique et détenteur pendant 17 ans du record du monde du 200 mètres (de 1979 à 1996) a eu lieu entre Milan Centrale et Rome Termini en présence du Président de la République italienne, Sergio Mattarella. La mise en service commerciale, sur cette même liaison avec 6 allers-retours par jour, est effective depuis le 14 juin 2015. Les rames FS ETR.1000 Frecciarossa circulent à une vitesse limitée à 320 km/h.
En octobre 2015, les rames 400-003 et 004 ont été utilisées pour des essais dynamiques sur la LGV Turin - Milan, entre les PK 32+836 et 89+957. Ces rames devaient être testées sur des vitesses supérieures à 400 km/h, afin d'homologuer l'ETR.1000 pour des vitesses commerciales pouvant atteindre 360 km/h sur les LGV adaptées. Le 26 janvier 2016, l'ETR.1000 a atteint la vitesse de 393,8 km/h.
Le 10 mai 2019, une commande de Trenitalia de 37 rames complémentaires au groupement Hitachi Rail Italy-Alstom est officialisée :
- 23 rames ETR.1000 Frecciarossa pour la filiale espagnole de Trenitalia, ILSA, une coentreprise avec "Operador Ferroviario de Levante SL" opérant des services ferroviaires sous la marque Iryo, qui, dès novembre 2022, va assurer 32 liaisons quotidiennes à grande vitesse sur 4 lignes de service public à partir de Madrid,
- 14 rames ETR.1000 Frecciarossa pour la filiale française de Trenitalia qui, à la suite de l'injonction de la Commission Européenne à la France pour non respect des directives sur la concurrence dans les transports ferroviaires de voyageurs datant de 2007, applicables en 2010 mais toujours pas opérationnelles en 2020, entre sur le marché français à partir du 18 décembre 2021  dans le cadre de l'ouverture à la concurrence du transport ferroviaire en France[10]. Après avoir attendu 2 ans l'accord du régulateur ferroviaire français[11], le 18 décembre 2021, Trenitalia a enfin pu opérer 2 allers-retours quotidiens entre Paris Gare de Lyon et Milan Centrale, via Lyon Part Dieu, Chambéry, Modane et Turin Porta Susa, le matin et le soir avec des rames ETR 1000[12] et, à partir du 1er juin 2022, 3 allers-retours quotidiens entre Paris Gare de Lyon et Lyon Perrache via Lyon Part Dieu[12].

Le 3 juin 2019, lors de la présentation du nouvel horaire d'été de Trenitalia à la Gare de Milan-Centrale, la livrée commémorative des 300 millions de voyageurs en « 10 ans de Frecciarossa » appliquée sur l'ETR.1000 n°28 a été dévoilée.
En décembre 2021, le constructeur français Alstom, qui a repris les actifs de Bombardier en janvier 2021, comme imposé par la Commission Européenne pour autoriser la reprise de Bombardier, cède à Hitachi Rail Italy (ex-AnsaldoBreda) l'ensemble des droits et licences de Bombardier Transport sur les rames Zefiro V300 et ETR.1000 Frecciarossa,.

## Caractéristiques
L'ETR.1000 a été conçu pour être adapté aux voyages transfrontaliers entre différents courants utilisés en traction ferroviaire électrique : 1,5 kV et 3 kV continu d'une part, 15 kV et 25 kV alternatif d'autre part et peut circuler à 400 km/h.
Chaque rame, d'une longueur totale de 202,00 mètres, offre 457 places assises comprenant : 10 sièges en classe Executive, 69 en Business, 76 en Premium, 300 sièges en Standard (2e classe améliorée) et 2 emplacements PMR. Chaque rame dispose de 26 portes et 2 portes spéciales PMR, et de 14 toilettes, dont 1 PMR, 1 pour le personnel de la restauration, 1 pour le personnel de la société ferroviaire et 11 pour les passagers..
La première rame a été livrée aux FS chemins de fer italiens le 13 mars 2013 pour les tests de certification.

## Technique
L'ETR 1000 est une automotrice construite pour les grandes vitesses supérieures à 250km/h. Pour cela, elles sont très puissantes, en ayant un ratio M/T (Motorcar/Trailer ou Motrice/Remorque) de 4M4T, 16 moteurs asynchrones triphasés fournissant de 9 800 à 10 000 kW de puissance pour 8 voitures.
Le contrôle de la puissance électrique est effectué par des onduleurs de tension de type Bombardier Mitrac IGBT-VVVF .
Pour l'alimentation électrique la formation possède 4 pantographes dont certains de secours.
Le freinage est pneumatique à commande électrique pour les très basses vitesses, et électrique et régénératif pour les hautes vitesses.

### Composition des rames ETR.1000

#### Rames Trenitalia Italie
Depuis l'origine, la configuration des rames FS ETR.1000 Frecciarossa sur le réseau italien  comporte :
- voiture 1 : 1/3 cabine de conduite A, 2/3 classe Executive (10 fauteuils pivotants inclinables en cuir avec repose jambes) et salle de réunions (6 pl),
- voiture 2 : classe Business silence (50 fauteuils en cuir inclinables)
- voiture 3 : 1/2 bar/restaurant et 1/2 classe business (21 fauteuils + 2 PMR),
- voiture 4 : classe Premium (76 fauteuils inclinables)
- voitures 5 à 7 : classe Standard (80 pl par voiture)
- voiture 8 : 2/3 classe Standard (60 pl) et 1/3 cabine de conduite B.

Toutes les places sont équipées d'une prise électrique et connexion Wi-Fi ainsi que d'une tablette.
| Voiture | Aménagement à 4 services | Capacité      | Services complémentaires | Technique   |
| ------- | ------------------------ | ------------- | ------------------------ | ----------- |
| 1       | Executive                | 10 pl         | Salle de réunions (6 pl) | Motrice     |
| 2       | Business                 | 50 pl         |                          | Pantographe |
| 3       | Business                 | 21 pl + 2 PMR | Bar/restaurant           | Motrice     |
| 4       | Premium                  | 76 pl         |                          | Pantographe |
| 5       | Standard                 | 80 pl         |                          | Pantographe |
| 6       | Standard                 | 80 pl         |                          | Motrice     |
| 7       | Standard                 | 80 pl         |                          | Pantographe |
| 8       | Standard                 | 60 pl         |                          | Motrice     |

#### Rames Trenitalia France
Les rames Frecciarossa 1000 de Trenitalia France offrent 3 niveaux de services : Executive, Business et Standard :
- voiture 1 : Executive (10 fauteuils)
- voiture 2 : Business silence
- voiture 3 : Business / Bar-restaurant/Bistrò
- voitures 4-5-6 : Standard
- voitures 7 & 8 : Standard silence.

#### Rames ILSA Iryo Espagne
Les rames ETR.1000 Frecciarossa baptisées ETR.109 Frecciarossa en Espagne Iryo de la société ILSA offrent 4 niveaux de services : Infinita, Singular Only you, Singular et Inicial. Dans les classes Infinita et Singular Only you la configuration des sièges est en rangée 2+1, tandis que dans les classes Singular et Inicial elle est de 2+2, avec deux sièges de chaque côté du couloir central :
- voitures 1 & 2 : Infinita,
- voiture 3 : Singular Only you + Bar/Bistrò,
- voiture 4 : Singular,
- voitures 5-6-7-8 : Inicial.

## Lignes servies par les ETR.1000 Frecciarossa

Le réseau ferroviaire à grande à grande vitesse actuel et futur en Italie (2005)

### Trenitalia Italie
Trenitalia Italie dispose de 50 rames en service en 2023 desservant les lignes à grande vitesse suivantes :
- Milan Centrale - Bologne
- Rome Termini - Naples - Salerne
- Turin Porta Susa - Milan Centrale
- Turin Porta Susa - Milan Centrale - Rome Termini
- Turin Porta Susa - Milan Centrale - Reggio Emilia Mediopadana - Bologne Centrale - Florence Santa Maria Novella - Rome Termini - Naples - Salerne,
- Venise Santa Lucia - Padoue - Bologne Centrale - Florence Santa Maria Novella - Rome Termini - Naples - Salerne.

### Trenitalia France
- Paris Gare de Lyon – Lyon Part Dieu - Chambéry - Modane - Bardonecchia - Turin Porta Susa - Milan Centrale (4 AR quotidiens).
- Paris-Gare-de-Lyon- Gare d'Avignon TGV- Gare d'Aix-en-Provence TGV- Gare de Marseille-Saint-Charles (4 AR quotidiens)

Carte des liaisons grande vitesse assurées par la filiale de Trenitalia ILSA Iryo en Espagne (2023)

### ILSA Iryo Espagne
- Madrid Atocha-Almudena Grandes - Barcelone (12 AR quotidiens)
- Madrid Chamartín Clara Campoamor - Cuenca - Valence (12 AR quotidiens)
- Madrid Chamartín Clara Campoamor - Cuenca - Albacete - Alicante (1 AR quotidien)
- Madrid Atocha-Almudena Grandes - Cordoue - Séville (4 AR quotidiens)
- Madrid Atocha-Almudena Grandes - Cordoue - Malaga (5 AR quotidiens)
- Barcelone - Taragone (15 juin/15 sept) - Saragosse - Madrid Atocha (2 AR quotidiens)

#### Matériel roulant
Le consortium ILSA a investi 797 millions €uros pour l'achat de 23 rames ETR.1000 Frecciarossa au groupement Hitachi Rail Italy (ex AnsaldoBreda) et Bombardier Transport. Ces rames sont similaires aux unités que Trenitalia utilise depuis 2014 sur le réseau italien. Les moteurs ont été fabriqués par Bombardier dans son usine de Trápaga (Bizcaya) et l'ensemble du train, connu commercialement sous le nom de ETR.1000 Frecciarossa, est fabriqué dans l'usine ex Breda C.F. de Pistoia en Italie.